# Cirkelbåge

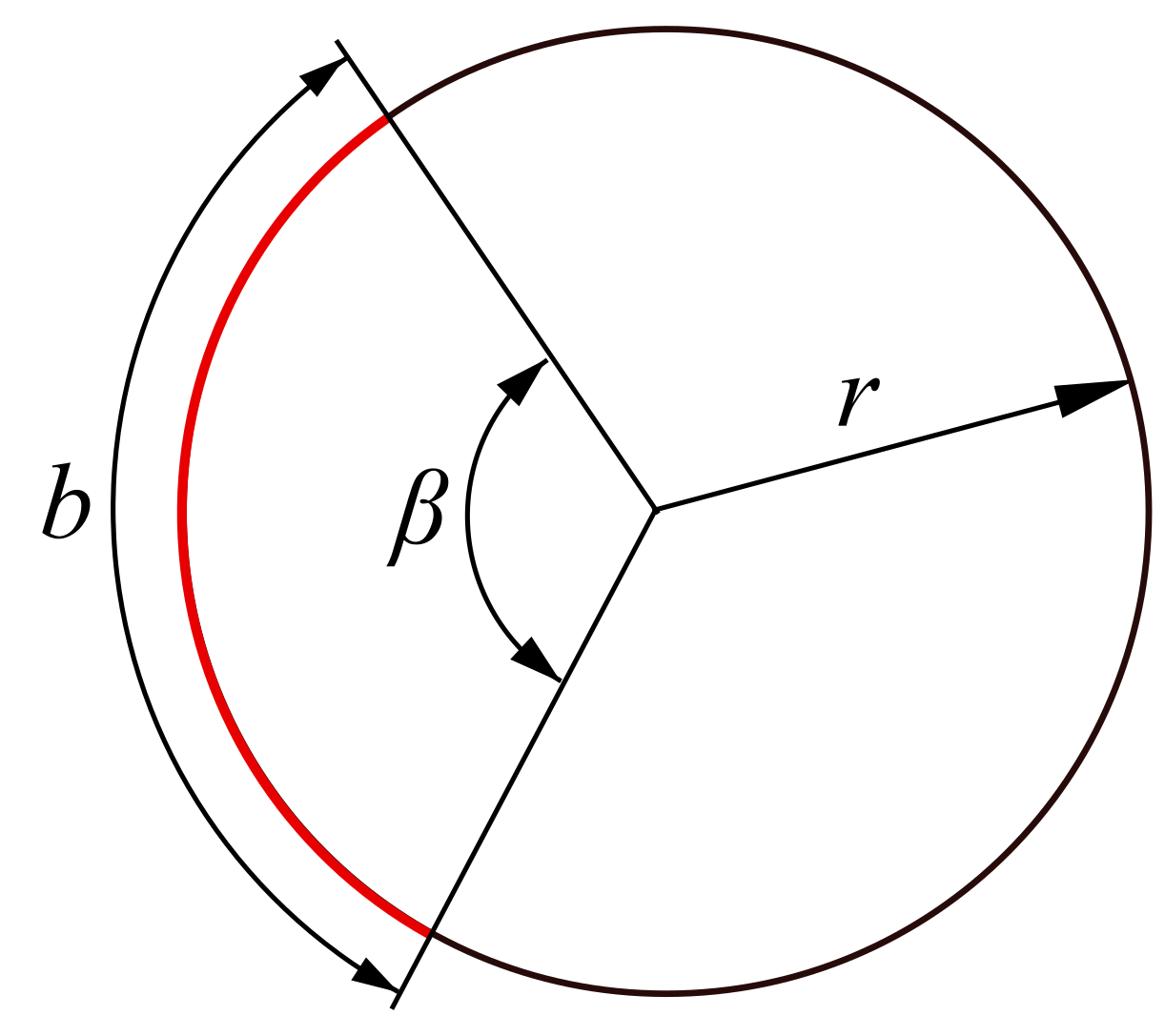
Cirkelbåge med båglängden b

En cirkelbåge är en sammanhängande del av en cirkel. 
Cirkelbågens längd, båglängden, är proportionell mot radien r och mittpunktsvinkeln β:
{\displaystyle \ b=r\beta }
där mittpunktsvinkeln {\displaystyle \beta } anges i radianer.
Arean av den sektor som avgränsas av cirkelbågen är
{\displaystyle A={\frac {1}{2}}r^{2}\beta }